# Pere del Rei
Pere del Rei (? - Lleida, 4 de setembre del 1308) Bisbe de Lleida i conseller de Jaume I. Fou canonge de Lleida (1268), prior de Sant Vicenç de València (1269) i bisbe de Lleida (1299-1308). Era fill natural del rei Jaume el Conqueridor, i per tant, germanastre de Jaume II de Mallorca, de qui fou conseller.
Durant el seu bisbat, arreglà el servei de la catedral i al capítol general de l'Assumpta disposà que només s'hi fessin bateigs. També ratificà que el capellà del Comte celebrés la missa de l'alba. Celebrà sínode diocesà el 1301 sobre disciplina eclesiàstica i feu confegir una compilació de les constitucions sinodals. Al sínode s'acordà que:
- Durant la consagració, a la missa, es toquessin les campanes i, qui, estant a casa o al carrer, s'agenollés i resés un parenostre i un Ave Maria, obtindria 40 dies d'indulgències.
- En temps d'interdicte s'exceptuaven les festivitats de les tres Pasqües i la festa de l'Assumpció.
- Tot prevere havia de saber els Deu Manaments, el Credo, els Set Sagraments, els dons de l'Esperit Sant, els set pecats capitals i les virtuts oposades i les catorze obres de misericòrdia.
- Els clergues no jugarien al "tresillo", escacs o altres jocs d'atzar. Tampoc podien ser col·lectors de cap santuari, hospital, pont o altres.
- Tots els clergues tindrien el llibre de la "Constitutio...".

Contribuí a la fundació de l'Estudi General de Lleida el 1300, sens dubte el fet més important del seu pontificat i que representà una obra de formació humana i espiritual que va durar fins al dia 11 de novembre del 1707.
El 1308 anà amb l'expedició de Bernat de Fenollar a Almeria. És enterrat a la capella de sant Nicolau, fundada pel seu germà Jaume Sarroca.